# 조너선 허먼
조너선 허먼(영어: Jonathan Herman)은 미국의 영화 각본가이다. F. 게리 그레이 감독의 영화 《스트레이트 아웃 오브 컴턴》(2015)의 각본으로 큰 호평을 받아 유수의 시상식에 이름을 올렸다. 2017년에 개봉하는 《공각기동대: 고스트 인 더 쉘》의 각본도 쓰게 되었다.

## 연출 작품 목록

### 영화
| 연도 | 제목                        | 원제                   | 감독           | 비고 |
| ---- | --------------------------- | ---------------------- | -------------- | ---- |
| 2015 | 스트레이트 아웃 오브 컴턴   | Straight Outta Compton | F. 게리 그레이 |      |
| 2017 | 공각기동대: 고스트 인 더 쉘 | Ghost in the Shell     | 루퍼트 샌더스  |      |